# Jacqueline Marval
Jacqueline Marval era o pseudônimo de Marie Josephine Vallet (19 de outubro de 1866 - 28 de maio de 1932), que foi uma pintora, litógrafa e escultora francesa.

## Biografia

### Primeiros anos
Vallet nasceu em Quaix-en-Chartreuse em uma família de professores. Ela se casou em 1866 com um vendedor ambulante, Albert Valentin, mas se separou do marido em 1891 após a morte de seu filho. Ela se mudou para Grenoble e trabalhou como costureira fazendo coletes antes de se mudar para Paris em 1900. Foi em 1900 que Vallet assumiu o pseudônimo de Jacqueline Marval, "Marval" sendo a composição de seu primeiro e último nome "MARie VALlet".